# إرادة الله (فلم)
إرادة الله (بالسواحلية: Mapenzi Ya Mungu) هو فيلم درامي تنزاني صدر عام 2014، من إنتاج إليزابيث ميخائيل وإخراج أليكس واسبونجا وبطولة إليزابيث مايكل ولينا سانغا وفلوراه متيغوها.

## طاقم التمثيل
- إليزابيث ميخائيل في دور شيكانا
- لينا سانغا في دور نعمة
- فلوراه متيغوها
- موسى يوسف في دور كيتالي

## الإنتاج
صُوّر الفيلم في دار السلام بتنزانيا بواسطة شركة الإنتاج يويزو برودكشن (بالإنجليزية: Uwezo Production).

## الإفراج
صدر المقطع الترويجي الرسمي للفيلم على يوتيوب قبل مدة قصيرة من طرحِ الفيلم، ثمّ أُفرجَ عنه رسميًا في السابع والعشرين من تشرين الأول/أكتوبر 2014 على أقراص الدي في دي وعلى الإنترنت ، ثمّ عُرض الفيلم في مهرجان مهرجان زنجبار السينمائي الدولي ورُشِّحَ للمنافسة على جائزة زوكو بونغو للأفلام (بالإنجليزية: Zuku Bongo).

## الجوائز والترشيحات
| سنة الإصدار | المهرجان                           | الجائزة                  | المُرشَّح/ة   | النتيجة |
| ----------- | ---------------------------------- | ------------------------ | ---------- | ------- |
| 2015        | مهرجان زنجبار السينمائي الدولي     | جوائز فيلم زوكو بونغو    | إرادة الله | رُشِّح     |
| 2016        | 2016 جوائز أفريقيا ماجيك للمشاهدين | أفضل فيلم في شرق إفريقيا | إرادة الله | فوز     |